# Агафонова, Мария Романовна
Мари́я Рома́новна Агафо́нова (род. 3 октября 2005) — российская спортивная гимнастка, член сборной команды России по спортивной гимнастике. Серебряная призёрка чемпионата России — 2022 в вольных упражнениях.

## Биография
Тренировалась в Новгороде школе олимпийского резерва «Манеж». Входит в состав регионального Центра спортивной подготовки.
В 2021 году в Обнинске на «Кубке губернатора Калужской области» в составе команды Новгородской области заняла первое место в командном первенстве, а также первое место в вольных упражнениях и вторые места в упражнениях на брусьях и многоборье по программе мастеров спорта.
В 2021 году в Ленинске-Кузнецком на всероссийских соревнованиях по спортивной гимнастике «ХXI кубок Сибири на призы губернатора Кузбасса» заняла первое место в упражнениях на бревне, упражнениях на брусьях и в вольных упражнениях, а также второе место в многоборье по программе мастеров спорта.
Вошла в состав сборной России по спортивной гимнастике на 2022 год.
В 2022 году в Калуге на Кубке России по спортивной гимнастике, выступая в составе сборной Северо-Запада, заняла второе место в вольных упражнениях (13,800 баллов), уступив Ангелине Мельниковой (14,433 балла) и заняла итоговое 4 место в многоборье.